# 1183年
| 千纪： | 2千纪 |
| 世纪： | 11世纪 \| 12世纪 \| 13世纪                                                                                                   |
| 年代： | 1150年代 \| 1160年代 \| 1170年代 \| 1180年代 \| 1190年代 \| 1200年代 \| 1210年代                                             |
| 年份： | 1178年 \| 1179年 \| 1180年 \| 1181年 \| 1182年 \| 1183年 \| 1184年 \| 1185年 \| 1186年 \| 1187年 \| 1188年                   |
| 纪年： | 癸卯年（兔年）；西夏祐十四年；大理嘉会三年；金大定二十三年；西辽天喜六年；南宋淳熙十年；越南貞符八年；日本治承七年，壽永二年 |

## 大事记
- 6月2日——俱利伽羅峠之戰，木曾義仲戰勝平維盛率領的平氏軍。
- 7月——木曾義仲攻入京都，平氏帶著安德天皇轉進西國。
- 日本朝廷承認源賴朝有統治關東的權力。
- 拜占庭权臣安德洛尼卡迫使阿历克塞二世加冕他为共治皇帝安德洛尼卡一世，不久杀阿历克塞二世。

## 逝世
- 10月-阿历克塞二世，拜占庭皇帝